# Mailat
Mailat (węg. Majláthfalva) – wieś w Rumunii, w okręgu Arad, w gminie Binga. W 2011 roku liczyła 988 mieszkańców. 